# Хангва
Хангва (한과) — термин для обозначения корейских традиционных сладостей с зерном, мукой, мёдом, ёт, сахаром, съедобными цветами и кореньями. Хотя ёт считаются разновидностью хангва, они входят в некоторые разновидности как ингредиент, поэтому не включены в список видов хангва.

## Этимология
Слово «хангва» содержит два корня: хан (한) и ква (과). Ква в сочетаниях означает «сласти», однако словари приводят разные варианты значения (и, соответственно, записи ханчой слова «хан»: одни считают, что «хан» имеет значение «корейский» (кор. 韓), а другие — что «китайский» (кор. 漢]). Большинство источников, основные платные онлайн-словари и энциклопедии, интерпретируют это слово как кор. 韓菓 («корейские сладости»), в отличие от янъгва (洋果), западных сладостей. Однако интернет-версия словаря Национального института корейского языка, основной регулирующей язык организации, приводит вариант кор. 漢菓, букв. «китайские сласти»; кроме того, определение отличается от остальных источников: хангва названы типом юмильгвы, которая в других источниках напротив считается видом хангвы. Кроме того, в этом словаре не приводится слова кор. 韓菓, которое считается либо альтернативным написанием, либо отдельной сущностью.

## Разновидности

### Юмильгва

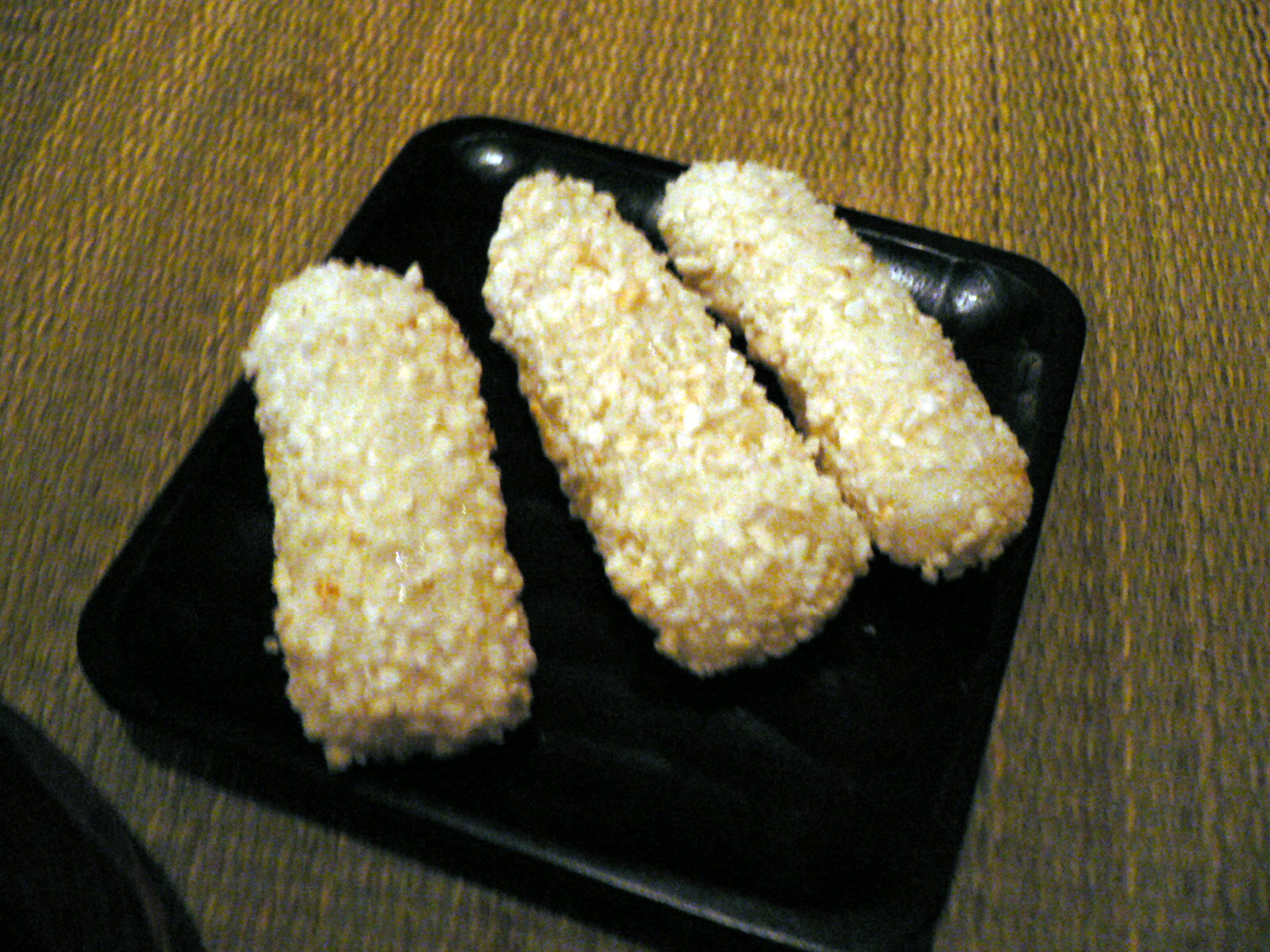

Югва, юмильгва (кор. 유과?, 油菓?, кор. 유밀과?, 油蜜果?) — жареная с мёдом зерновая мука. Существует два типа юмильгвы: якква и канджон.
- Якква (кор. 약과) — выпеченное тесто из пшеничной муки, замешанное на кунжутном масле и меду. Название эта сладость получила по основному ингредиенту — мёду, «як»[5] (см ниже).
- Канджон (кор. 강정) — юмильгва из рисовой муки[6].

#### Якква

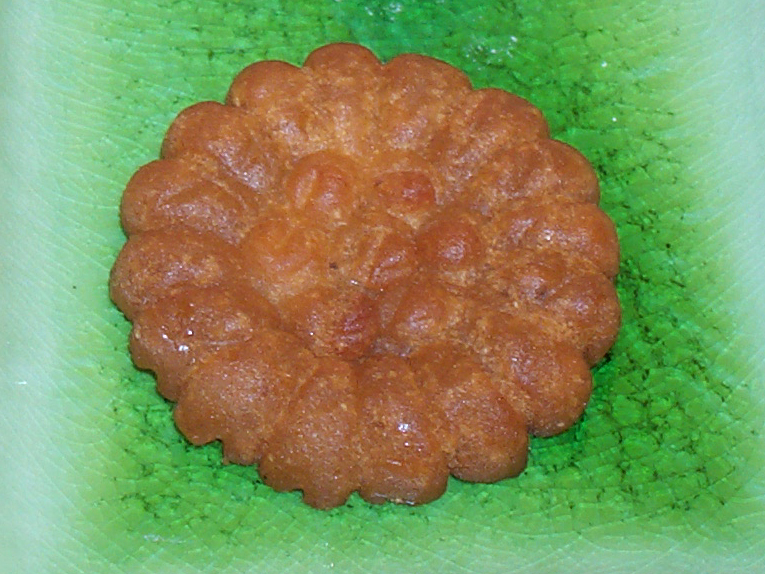

Якква (кор. 약과?, 藥菓?) — выпечка из пшеничной муки с мёдом, тесто замешивается на кунжутном масле.
Происхождение якквы неизвестно, буквально название означает «медицинские (藥) конфеты (菓)». В Корее времён династии Чосон мёд считался полезным для здоровья лекарством, поэтому сладости с ним названы «лечебными».

### Суксильгва
Суксильгва (кор. 숙실과?, 熟實果?) — разновидность хангвы, варёные фрукты, имбирь, орехи, которым после варки придают либо форму фруктов, либо другую форму. Ингредиенты подслащают мёдом и ёт; «суксильгва» буквально означает «приготовленные фрукты», это антоним «сэнва» (кор. 생과, свежих фруктов. Суксильгва часто подавали на праздничный стол, клали на алтарь предков. Суксильгва часто ели янбаны, знать времён династии Чосон. Суксильгва подаётся на блюде одновременно в нескольких вариациях.
Суксильгва делятся на два типа: ран (кор. 란?, 卵?, варёные фрукты смешиваются и формуются) и чхо (кор. 초?, 炒?, жаренные на сковороде фрукты, которые не формуют).

### Квапхён
Квапхён (кор. 과편?, 果片?; букв. «фруктовый пирог») — желе из варёных с крахмалом и сахаром фруктов. Для изготовления квапхёна используются корейская вишня, абрикос, айва китайская и лимонник, мягкие, сладкие фрукты с большим количеством пектина; яблоки, груши и персики не используются, потому что считается, что цвет этих фруктов в варёном виде непривлекателен. Крахмал, обычно из маша, заменяет желатин.

### Тасик
thumb
Тасик (кор. 다식?, 茶食?, taɕik, буквально «еда к чаю») — сладость, которую подают к чаю. Тасик готовят из нонмаля (крахмал из картофеля и маша), еловой пыльцы, чёрного кунжута, мёда, рисовой муки, зерна, орехов и/или трав.
На тасиках печатают узоры особыми печатями, назваемыми тасикпхан (кор. 다식판).
- Хыкимджа тасик (흑임자다식), с чёрным кунжутом;
- кхон тасик (콩다식), с бобами;
- сонхва тасик (송화다식), с еловой пыльцой;
- пам тасик (밤다식), с каштанами;
- чинмаль тасик (진말다식), с пшеничной мукой и мёдом;
- нонмаль тасик (녹말다식), с крахмалом;
- ссаль тасик (쌀다식), с рисовой мукой.

### Чонгва

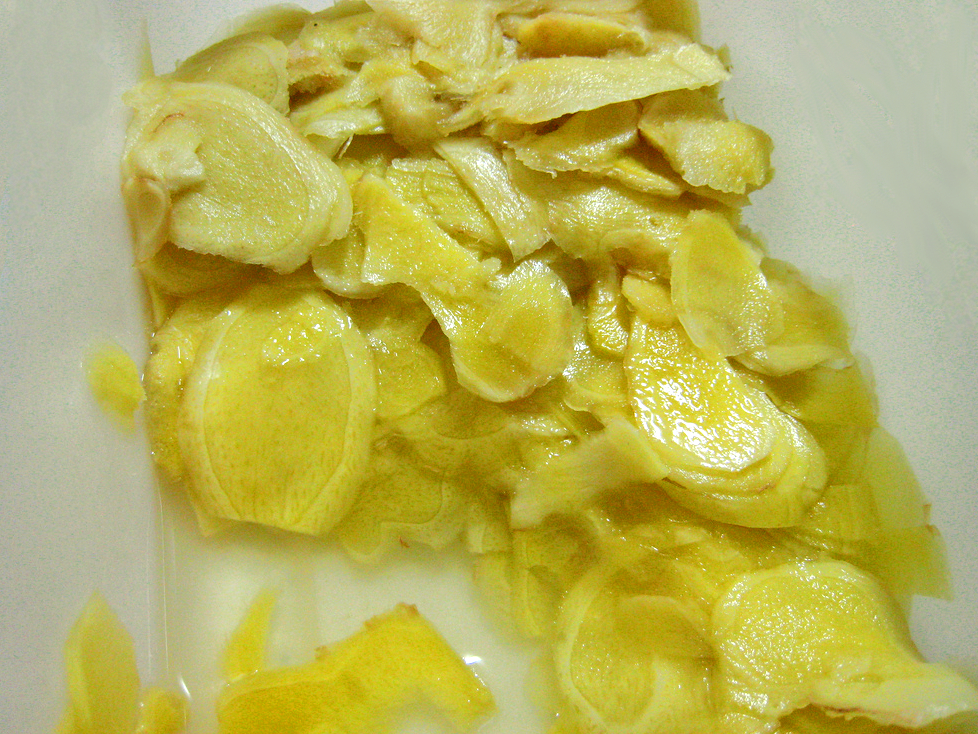
Сэнган чонгва, чонгва с имбирём

Чонгва (кор. 정과?, 正果?, кор. 전과) — желе из фруктов, корней, семян в меду, ёт, сахаре. Блюдо похоже на джем или мармелад.
- Инсам чонгва (인삼정과), с женьшенем;
- тангун чонгва (당근정과), с морковью;
- тона чонгва (동아정과), с зимней тыквой;
- сэнган чонгва (생강정과), с имбирём;
- ёнгын чонгва (연근정과), с корнем лотоса;
- моква чонгва (모과정과), с китайской айвой;
- юча чонгва (유자정과), с юдзу;
- чуксун чонгва (죽순정과), с бамбуковыми побегами.

### Мандугва
Мандугва (кор. 만두과?, 饅頭菓?) — жареные в масле манду со сладкими начинками и политые жидким ёт. В тесто замешивается пшеничная мука, мёд, кунжутное масло. Начинкой может быть протёртый зизифус с пудрой корицы и сахаром. В мандугва кладётся немного начинки, а тесто раскатывается толстым слоем, чтобы начинка не вытекла в процессе жарки. После жарки мандугва маринуют в ёт, а употребляют как закуску.